# Cynopotamus gouldingi
Cynopotamus gouldingi är en fiskart som beskrevs av Menezes, 1987. Cynopotamus gouldingi ingår i släktet Cynopotamus och familjen Characidae. Inga underarter finns listade i Catalogue of Life.